# Campionatul Mondial de Șah

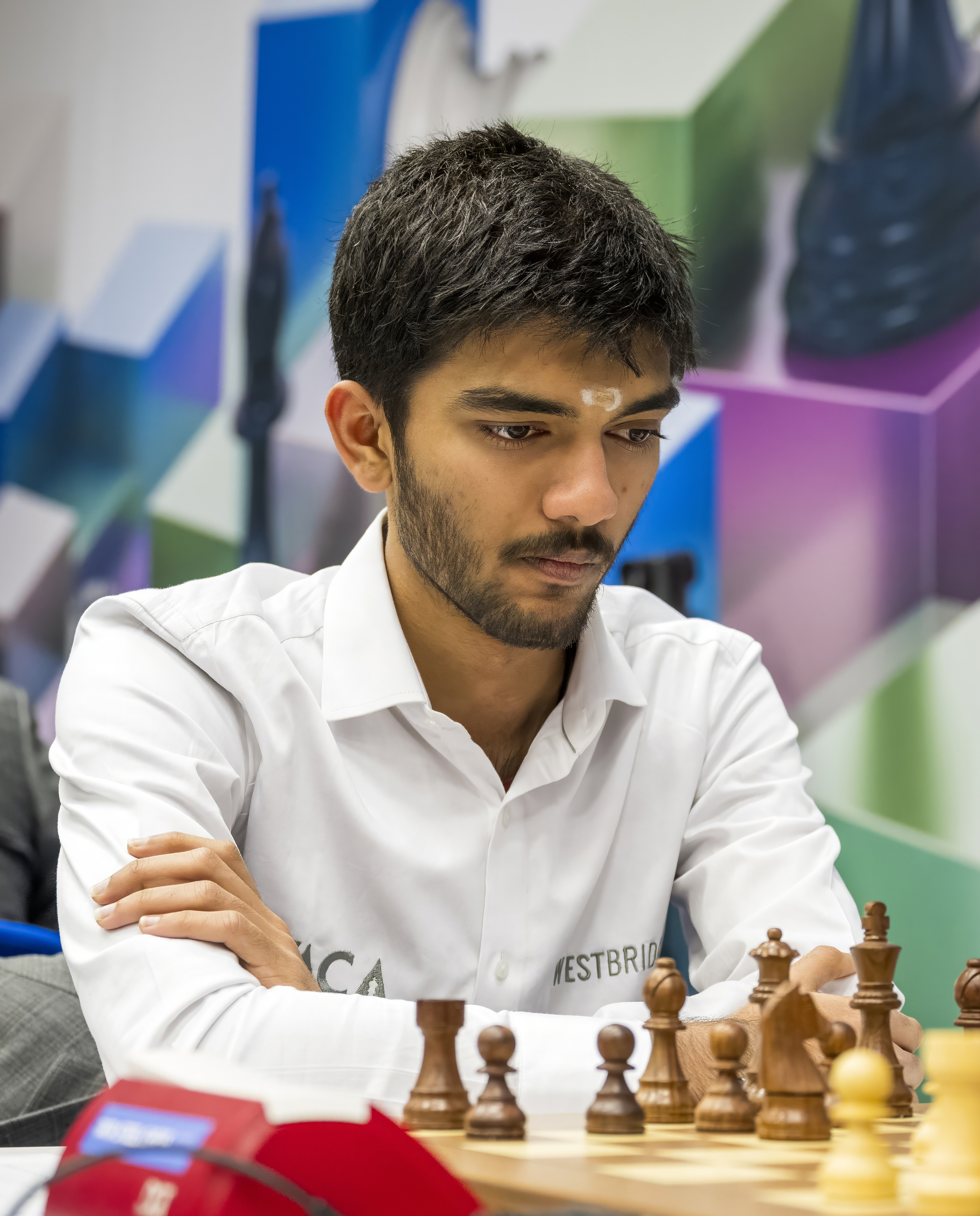
Actualul campion mondial este Gukesh Dommaraju din India.

Campionatul Mondial de șah se joacă pentru a determina campionul mondial la șah. Actualul campion mondial este Gukesh Dommaraju din India.
Primul campionat mondial general recunoscut a avut loc în 1886, când cei doi jucători de frunte din lume, Wilhelm Steinitz și Johannes Zukertort, au jucat un meci, care a fost câștigat de Steinitz. Din 1886 până în 1946, campionul a stabilit condițiile, cerând oricărui provocator să ridice o miză considerabilă și să-l învingă pe campion într-un meci pentru a deveni noul campion mondial. După moartea campionului mondial în exercițiu Alexandr Alehin în 1946, FIDE (Federația Internațională de Șah) a preluat administrarea Campionatului Mondial, organizând primul lor campionat într-un turneu din 1948. În 1993, campionul Gari Kasparov s-a desprins de FIDE, ceea ce a condus la un pretendent rival la titlul de campion mondial în următorii treisprezece ani. Titlurile au fost unificate la Campionatul Mondial de Șah din 2006, titlul unificat fiind administrat din nou de FIDE.
Din 2014, programul s-a stabilit pe un ciclu de doi ani, cu un campionat organizat în fiecare an par. Magnus Carlsen a fost campion mondial de când l-a învins pe Viswanathan Anand în 2013. El și-a apărat cu succes titlul în 2014, 2016 și 2018. Următorul meci de campionat mondial a fost amânat din 2020 până în 2021 din cauza pandemiei COVID-19.
Deși campionatul mondial este deschis tuturor jucătorilor, există campionate separate pentru femei, pentru vârste sub 20 de ani și grupe de vârstă mai mici și pentru seniori; precum și unul pentru computere. Există, de asemenea, campionate mondiale de șah rapid, blitz, prin corespondență, rezolvare de probleme și șah aleatoriu Fischer.

## Campioni mondiali

### Jucători de frunte înainte de Campionatele Mondiale de șah
| Nume                                 | An           | Țară           | Vârstă   |
| ------------------------------------ | ------------ | -------------- | -------- |
| Ruy López de Segura                  | 1559–1575    | Spania         | 29–45    |
| Leonardo di Bona                     | c.1575       | Neapole        | 33       |
| Paolo Boi                            | c. 1575      | Sicilia        | 47       |
| Alessandro Salvio                    | c. 1600      | Neapole        | c. 30    |
| Gioachino Greco                      | c. 1620–1634 | Neapole        | c. 20–34 |
| Legall de Kermeur                    | c. 1730–1755 | Franța         | c. 28–53 |
| François-André Danican Philidor      | 1755–1795    | Franța         | 29–69    |
| Alexandre Deschapelles               | 1815–1821    | Franța         | 35–41    |
| Louis-Charles Mahé de La Bourdonnais | 1821–1840    | Franța         | 26–45    |
| Howard Staunton                      | 1843–1851    | Anglia         | 33–41    |
| Adolf Anderssen                      | 1851–1858    | Prusia         | 33–40    |
| Paul Morphy                          | 1858–1862    | Statele Unite  | 21–25    |
| Adolf Anderssen                      | 1862–1866    | Prusia         | 44–48    |
| Wilhelm Steinitz                     | 1866–1886    | Austro-Ungaria | 30–50    |
| Johannes Zukertort                   | 1878–1886    | Anglia         | 36–44    |

### Campioni mondiali de necontestat (1886-1993)

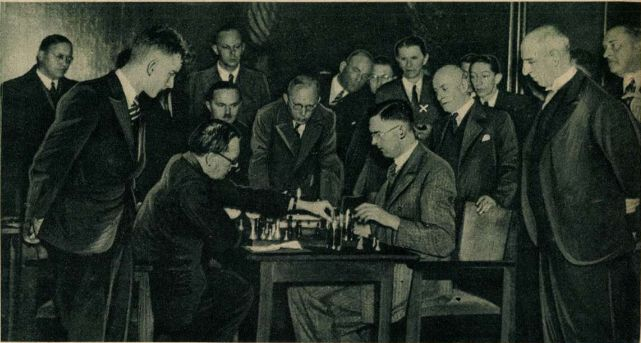
CM din 1935

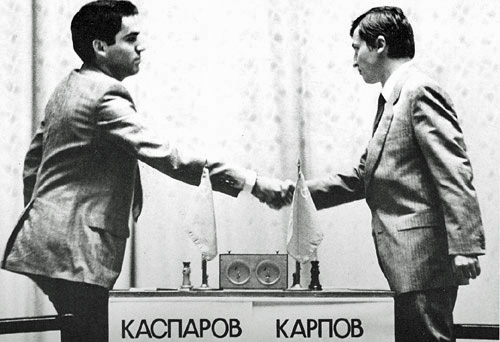
CM din 1985

| #   | Nume                 | An        | Țară                           | Vârstă |
| --- | -------------------- | --------- | ------------------------------ | ------ |
| 1   | Wilhelm Steinitz     | 1886–1894 | Austro-Ungaria · Statele Unite | 50–58  |
| 2   | Emanuel Lasker       | 1894–1921 | Germania                       | 26–52  |
| 3   | José Raúl Capablanca | 1921–1927 | Cuba                           | 33–39  |
| 4   | Alexandr Alehin      | 1927–1935 | Franța Rușii albi              | 35–43  |
| 5   | Max Euwe             | 1935–1937 | Țările de Jos                  | 34–36  |
| (4) | Alexandr Alehin      | 1937–1946 | Franța Rușii albi              | 45–53  |
| 6   | Mihail Botvinnik     | 1948–1957 | Uniunea Sovietică              | 37–46  |
| 7   | Vasili Smîslov       | 1957–1958 | Uniunea Sovietică              | 36     |
| (6) | Mihail Botvinnik     | 1958–1960 | Uniunea Sovietică              | 47–49  |
| 8   | Mihail Tal           | 1960–1961 | Uniunea Sovietică              | 24     |
| (6) | Mihail Botvinnik     | 1961–1963 | Uniunea Sovietică              | 50–52  |
| 9   | Tigran Petrosian     | 1963–1969 | Uniunea Sovietică              | 34–40  |
| 10  | Boris Spasski        | 1969–1972 | Uniunea Sovietică              | 32–35  |
| 11  | Bobby Fischer        | 1972–1975 | Statele Unite                  | 29–32  |
| 12  | Anatoli Karpov       | 1975–1985 | Uniunea Sovietică              | 24–34  |
| 13  | Gari Kasparov        | 1985–1993 | Uniunea Sovietică · Rusia      | 22–30  |

### Campioni mondiali clasici (PCA / Braingames) (1993-2006)
| #  | Nume             | An        | Țară  | Vârstă |
| -- | ---------------- | --------- | ----- | ------ |
| 13 | Gari Kasparov    | 1993–2000 | Rusia | 30–37  |
| 14 | Vladimir Kramnik | 2000–2006 | Rusia | 25–31  |

### Campioni mondiali FIDE (1993-2006)
| #    | Nume              | An        | Țară       | Vârstă |
| ---- | ----------------- | --------- | ---------- | ------ |
| (12) | Anatoli Karpov    | 1993–1999 | Rusia      | 42–48  |
| 14   | Alexandr Halifman | 1999–2000 | Rusia      | 33     |
| 15   | Viswanathan Anand | 2000–2002 | India      | 31–33  |
| 16   | Ruslan Ponomariov | 2002–2004 | Ucraina    | 19–21  |
| 17   | Rustam Qosimjonov | 2004–2005 | Uzbekistan | 25     |
| 18   | Veselin Topalov   | 2005–2006 | Bulgaria   | 30     |

### Campioni mondiali de necontestat (2006 – prezent)

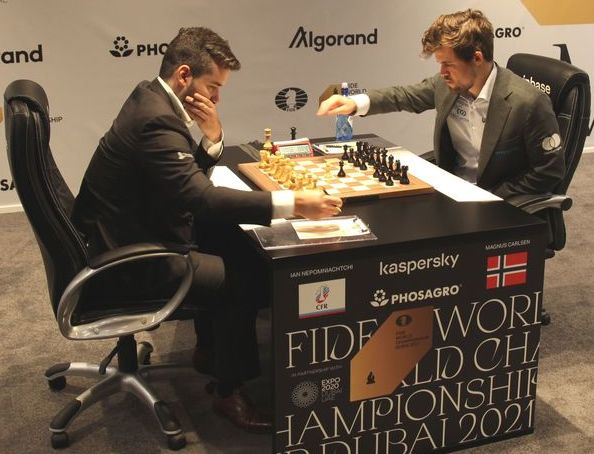
CM din 2021

| #     | Nume              | An           | Țară     | Vârstă |
| ----- | ----------------- | ------------ | -------- | ------ |
| 14/19 | Vladimir Kramnik  | 2006–2007    | Rusia    | 31–32  |
| 15    | Viswanathan Anand | 2007–2013    | India    | 38–43  |
| 16/20 | Magnus Carlsen    | 2013–2023    | Norvegia | 22–30  |
| 17/21 | Ding Liren⁠(d)     | 2023–2024    | China    | 30–32  |
| 18/22 | Gukesh Dommaraju  | 2024–prezent | India    | 18     |